# Българо-руска военна конвенция (1883)
Българо-руската военна конвенция от 10 ноември 1883 година регламентира помощта на Русия за изграждането на въоръжените сили на Княжество България.
Подписана непосредствено след провала на Режима на пълномощията, конвенцията забранява на руските офицери на служба в Княжеството да се месят в политическия му живот и ги подчинява на българските закони. Все пак руският император си запазва ключово влияние върху българската армия, тъй като военният министър може да бъде назначаван само с негово съгласие.